# Mars 1819

## Événements

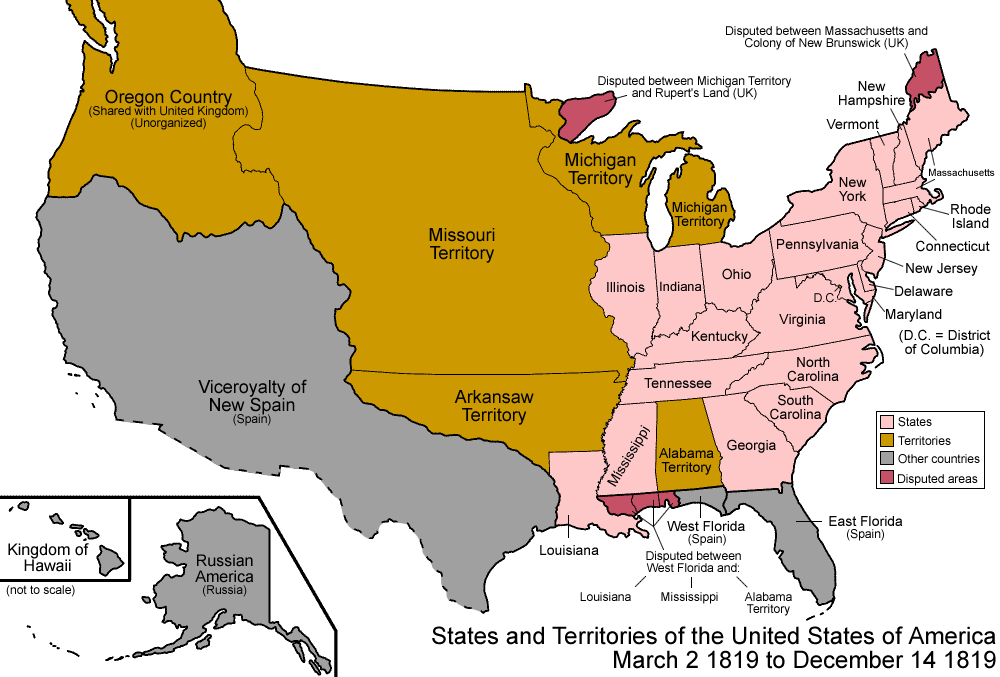
2 mars - 14 décembre 1819

- France : lois sur la presse qui suppriment la censure et l’autorisation préalable de publier.

- 2 mars, États-Unis : la partie sud du Territoire du Missouri est organisée et devient le Territoire de l'Arkansaw, constitué de l'actuel Arkansas ainsi que d'une partie de l'Oklahoma[1]. Il ne fut officiellement orthographié « Arkansas » que plus tard.

- 5 mars, France : Decazes cherche à s’appuyer sur la gauche. Il renverse la majorité de la Chambre haute en faisant nommer soixante nouveaux pairs. Il destitue des préfets ultras et essaye de gagner l’opinion par des mesures libérales, en particulier concernant la presse.

- 18 mars - 6 avril : siège et capitulation d’Asirgarh, dernière forteresse marathe à résister aux Britanniques[2]. Chute de l’Empire marathe : les Britanniques contrôlent toute l’Inde.

- 22 mars : Speranski est nommé gouverneur général de Sibérie[3].

- 23 mars : assassinat du poète August von Kotzebue à Mannheim, informateur du tsar, par l’étudiant en théologie Karl Sand engagé dans les mouvements radicaux[4]. Metternich le prend pour prétexte pour renforcer la réaction en Allemagne.

## Naissances
- 1er mars :
  - François-Marie-Benjamin Richard, cardinal français, archevêque de Paris († 28 janvier 1908).
  - Władysław Taczanowski, zoologiste polonais († 17 mars 1890)
- 6 mars : Émile Blanchard (mort en 1900), zoologiste français.
- 14 mars : Louis Hippolyte Hupé (mort en 1867), naturaliste et paléontologue français.
- 15 mars : Benjamin Fillon (mort en 1881), juge républicain, numismate, archéologue et érudit français.
- 24 mars : Friedrich Theodor von Frerichs, pathologiste allemand († 14 mars 1885).

## Décès
- 13 mars : Theodorus Aaninck (né le 7 mars 1760), homme politique néerlandais.
- 14 mars : Charles Philibert Gabriel Le Clerc de Juigné (1762-1819), militaire et parlementaire français des XVIIIe et XIXe siècles.